# Stefka Jordanowa
Stefka Jordanowa (ur. 9 stycznia 1947, zm. 16 stycznia 2011 w Burgasie) – bułgarska lekkoatletka specjalizująca się w biegach sprinterskich i średniodystansowych.
Życiowy sukces odniosła 11 marca 1973 kiedy to wygrała finałowy bieg na 800 metrów podczas halowych mistrzostw Europy zdobywając złoty medal i ustanawiając (wynikiem 2:02,65) halowy rekord świata.
Złota medalistka mistrzostw Bułgarii, wielokrotna rekordzistka kraju w hali, dwukrotna na stadionie: bieg na 400 metrów – 53,4 (26 maja 1973, Sofia) oraz sztafeta 4 × 400 metrów – 3:28,80 (4 sierpnia 1973, Warszawa).

## Osiągnięcia
| Rok  | Impreza                     | Miejsce   | Konkurencja              | Pozycja    | Wynik   |
| ---- | --------------------------- | --------- | ------------------------ | ---------- | ------- |
| 1971 | Halowe mistrzostwa Europy   | Sofia     | Bieg na 400 m            | eliminacje | 55,6    |
| 1971 | Halowe mistrzostwa Europy   | Sofia     | Sztafeta 4 × 2 okrążenia | 3. miejsce | 3:47,8  |
| 1971 | Mistrzostwa Europy          | Helsinki  | Bieg na 400 m            | eliminacje | 55,14   |
| 1971 | Mistrzostwa Europy          | Helsinki  | Sztafeta 4 × 400 m       | eliminacje | 3:43,3  |
| 1971 | Igrzyska krajów bałkańskich | Zagrzeb   | Bieg na 400 m            | 1. miejsce | 54,9    |
| 1973 | Halowe mistrzostwa Europy   | Rotterdam | Bieg na 800 m            | 1. miejsce | 2:02,65 |
| 1973 | Półfinał pucharu Europy     | Warszawa  | sztafeta 4 × 400 m       | 2. miejsce | 3:28,8  |

## Rekordy życiowe
- Bieg na 800 metrów (hala) – 2:02,65 (1973)[9]